# أزهار (اسم)
أَزْهَار هو اسم علم مؤنث من أصل عربي، جاء الاسم على صيغة الجمع، ومعناه هو جمع زهرة وزهرة الدنيا بهجتها ونضارتها وحسنها.

## الأصل اللغوي
الزَّهْرَةُ: نَوْرُ كل نبات، والجمع زَهْرٌ، وخص بعضهم به الأَبيض. وزَهْرُ النبت: نَوْرُه، وكذلك الزهَرَةُ، بالتحريك. قال: والزُّهْرَةُ البياض؛ عن يعقوب. يقال أَزْهَرُ بَيِّنُ الزُّهْرَةِ، وهو بياض عِتْق. قال شمر: الأَزْهَرُ من الرجال الأَبيض العتيقُ البياضِ النَّيِّرُ الحَسَنُ، وهو أَحسن البياض كأَنَّ له بَرِيقًا ونُورًا، يُزْهِرُ كما يُزْهِرُ النجم والسراج. قال ابن الأَعرابي: النَّوْرُ الأَبيض والزَّهْرُ الأَصفر، وذلك لأَنه يبيضُّ ثم يصفّر، والجمع أَزْهارٌ، وأَزاهِيرُ جمع الجمع ؛ وقد أَزْهَرَ الشجر والنبات. وقال أَبو حنيفة: أَزْهَرَ النبتُ، بالأَلف، إِذا نَوَّرَ وظهر زَهْرُه، وزَهُرَ، بغير أَلف، إِذا حَسُنَ. وازْهارَّ النبت: كازْهَرَّ. قال ابن سيده: وجعله ابن جني رباعيًّا؛ وشجرة مُزْهِرَةٌ ونبات مُزْهِرٌ، والزَّاهِرُ: الحَسَنُ من النبات: والزَّاهِرُ: المشرق من أَلوان الرجال. و قال أَبو عمرو: الأَزهر المشرق من الحيوان والنبات.